# Leila Djansi
Leila Afua Djansi, née en 1981, est une cinéaste ghanéenne et américaine. Elle a consacré l’essentiel de ses travaux cinématographiques à la condition féminine, et se passionne également pour la vie démocratique dans son pays natal,

## Biographie
Leila Afua Djansi est née en 1981. Elle grandit en Inde et au Ghana, et  effectue notamment son éducation primaire et secondaire au Ghana, à Ho, dans la région de Volta.
Bien que le théâtre et l'écriture soient ses passe-temps, son ambition  est dans un premier temps de devenir gynécologue, un projet qui change ensuite lorsqu’elle développe un intérêt pour la médecine légale. Prête à se plonger dans le domaine de la criminologie, une autre orientation s’offre à elle, à la suite d'une rencontre avec l'acteur ghanéen Sam Odoi qui la convainc d'écrire un scénario pour lui. Leila a 19 ans lorsque son scénario, Babina (en), est utilisé pour réaliser un film, sorti en 2000, par le cinéaste et producteur Akwetey Kanyi.
Elle commence des études cinématographiques à la National Film and Television School, puis quitte le Ghana pour les États-Unis afin de poursuivre ses études en cinéma et télévision au Savannah College of Art and Design grâce à une bourse.
Elle accepte un emploi chez Socrates Safo's Movie Africa Productions où elle travaille comme scénariste et productrice en ligne. Elle y écrit le premier scénario gay et lesbien du Ghana, The Sisterhood, un film qui inclut la regrettée actrice de cinéma ghanéenne Suzzy Williams. Leila Djansi travaille aussi avec la société publique Gama Film Company, où elle a écrit et produit Legacy of love,. Son court-métrage , Grass Between My Lips, reçoit le prix platine du WorldFest 2009. C’est un récit sur l’excision et le mariage précoce qui se déroule dans un village du nord du Ghana.
Aux États-Unis, elle fonde Turning Point Pictures, une société de production indépendante axée sur le cinéma social, qui va produire une grande partie de ses longs métrages. Elle se montre critique vis-à-vis du manque de structures en Afrique pour une production cinématographique créative et de qualité, et vis-à-vis de Nollywood, dont l’image lui semble médiocre et les films souvent misogynes.
En 2010, son premier long métrage, I Sing of a Well, est nommé aux African Movie Academy Awards dans 11 catégories. Le film remporte 3 prix, notamment le prix spécial du jury pour le meilleur film. En 2011, Djansi reçoit le prix du Festival panafricain du film 2011 du  BAFTA/LA pour ce film.
Le film Sinking Sands de Leila Djansi, consacré aux violences domestiques faites aux femmes, bénéficie de 10 nominations aux African Movie Academy Awards en 2011. Ama Abebrese remporte le prix de la meilleure actrice et Leila Djansi le prix du meilleur scénario original,. Lors des premiers Ghana Movie Awards en décembre 2010, ce film reçoit également les prix de la meilleure mise en scène, des meilleurs costumes, du meilleur film de l’Afrique de l’Ouest  et de la meilleure image.
Son troisième long métrage, Ties That Bind est nommé aux Black Reel Awards en 2012. Le film remporte également le prix du meilleur film de la diaspora au Festival du film noir de San Diego 2012.
En 2016, elle présente Like Cotton Twines, explorant à travers ce récit cinématographique la pratique du culte du Trokosi (un rituel d’esclavage sexuel). Le film est nommé dans la catégorie «Meilleur film de fiction du monde» au Los Angeles Film Festival. Trokosi veut dire « esclave d'une divinité ». Théoriquement interdite, cette pratique subsiste de façon clandestine. Leila Djansi indique à propos de ce film : « Être cinéaste me donne l'occasion d'exposer les nombreuses injustices de ce monde, dont la plupart concerne les femmes. Mes films précédents ont tous cherché à être la voix de nombreuses femmes, non seulement en Afrique, mais aussi dans les pays développés. Il y a actuellement des milliers de filles réduites en esclavage au Ghana, au Togo et au Bénin sous le système Trokosi »,.
Elle s’intéresse aussi à la vie démocratique au Ghana, se mobilisant contre des scandales financiers touchant des personnalités politiques . Ces scandales sont un des éléments qui provoquent la non-réélection de l’ancien président John Dramani Mahama, fin 2016. Elle se mobilise également contre un projet coûteux de construction d’un nouveau parlement : « C’est complètement inutile. Les hôpitaux manquent de tout. Il y a beaucoup d’écoles délabrées à travers le pays », plaide-t-elle.

## Filmographie comme réalisatrice

### Courts métrages (extrait)
- 2007 : Subcity
- 2009 : Grass Between My Lips
- 2012 : Ebbe

### Longs métrages (extrait)
- 2010 : I Sing of a Well
- 2011 : Sinking Sands
- 2013 : And Then There Was You
- 2015 : Where Children Play
- 2016 : Like Cotton Twines

### Séries télévisées (extrait)
- 2015 : Poisoned Bait
- 2018 : 40 and Single